# Back to Field
Back to Field (Chino simplificado: 向往的生活, pinyin: Xiàngwǎng de shēnghuó, también conocida como Happy Life) es un espectáculo de realidad chino transmitido del 15 de enero del 2017 hasta ahora a través de Hunan TV. 
El programa fue renovado para una cuarta temporada, la cual fue estrenada el 8 de mayo del 2020.

## Formato
El programa sigue a un grupo de celebridades que viven y trabajan en una granja, quienes reciben la visita de invitados famosos cada día, que los ayudan con el trabajo. En cada episodio, los invitados llaman con anticipación para pedir un plato que desean, mientras que el elenco intenta hacerlo, cuando los invitados llegan, los ayudan durante todo el día y finalmente se van en el siguiente episodio.

## Miembros

### Elenco principal
| Artista      | Ocupación   | Episodios | Temporadas      |
| ------------ | ----------- | --------- | --------------- |
| Huang Lei    | Actor       | -         | 2017 - presente |
| He Jiong     | Presentador | -         | 2017 - presente |
| Peng Yuchang | Actor       | -         | 2018 - presente |
| Zhang Zifeng | Actriz      | -         | 2019 - presente |
| Zhang Yixing | Cantante    | -         | 2021 - presente |

### Antiguos miembros
| Artista   | Ocupación | Episodios | Temporadas  |
| --------- | --------- | --------- | ----------- |
| Henry Lau | Cantante  | -         | 2017 - 2018 |

### Artistas invitados
| Nombre                  | Ocupación                             | N.º de episodios | Episodio donde apareció | Duración   |
| ----------------------- | ------------------------------------- | ---------------- | ----------------------- | ---------- |
| Yang Zi                 | Actriz                                | 1                | -                       | 2021       |
| Zhang Zhehan            | Actor                                 | 1                | -                       | 2021       |
| Gong Jun                | Actor                                 | 1                | -                       | 2021       |
| Henry Lau               | Cantante                              | 1                | 13                      | 2019       |
| Zhang Lu                | -                                     | 1                | 12                      | 2019       |
| Yen Shu                 | -                                     | 1                | 12                      | 2019       |
| Xiao Su                 | -                                     | 1                | 12                      | 2019       |
| Cai Lu                  | -                                     | 1                | 12                      | 2019       |
| Chen Minghao            | -                                     | 1                | 12                      | 2019       |
| Jiu Xingtong            | -                                     | 1                | 12                      | 2019       |
| Jiu Lan                 | -                                     | 1                | 12                      | 2019       |
| Ju Yuan                 | -                                     | 1                | 12                      | 2019       |
| Wu Jingyi               | -                                     | 1                | 12                      | 2019       |
| Jiao Yang               | -                                     | 1                | 12                      | 2019       |
| Wu Bi                   | -                                     | 1                | 12                      | 2019       |
| Sun Li                  | -                                     | 1                | 12                      | 2019       |
| Chen He                 | Actor                                 | 4                | 2-3; 11-12              | 2017, 2019 |
| Hua-Tao Teng            | Director de Cine                      | 2                | 11-12                   | 2019       |
| Luhan                   | Cantante                              | 2                | 11-12                   | 2019       |
| Wei Daxun               | Actor                                 | 4                | 10-11; 10-11            | 2017, 2019 |
| Darren Wang             | Actor                                 | 2                | 10-11                   | 2019       |
| Xiong Ziqi              | Cantante                              | 2                | 10-11                   | 2019       |
| Jiang Xueming (蒋雪鸣)  | Actor                                 | 2                | 10-11                   | 2019       |
| Tan Songyun             | Actriz                                | 2                | 10-11                   | 2019       |
| Cecilia Cheung          | Actriz                                | 3                | 8-10                    | 2019       |
| Arthur Chen             | Actor                                 | 3                | 8-10                    | 2019       |
| Richie Ren              | Cantante                              | 3                | 8-10                    | 2019       |
| He Landou (何蓝逗)      | Actriz                                | 3                | 8-10                    | 2019       |
| Wang Likun              | Actriz                                | 3                | 6-8                     | 2019       |
| Victoria Song           | Actriz / Cantante                     | 3                | 6-8                     | 2019       |
| Kris Wu                 | Cantante                              | 3                | 6-8                     | 2019       |
| Joey Yung               | Cantante                              | 3                | 6-8                     | 2019       |
| Cya Liu Ya-Se (刘雅瑟)  | Actriz                                | 2                | 5-6                     | 2019       |
| Quan Zuo (黄子弘凡)     | Cantante                              | 2                | 5-6                     | 2019       |
| Huangzi Hongfan (仝卓)  | Cantante                              | 2                | 5-6                     | 2019       |
| Li Zixuan (李子璇)      | Cantante / Miembro de Diamond Girls   | 2                | 5-6                     | 2019       |
| You Zhangjing           | Cantante / Miembro de Nine Percent    | 2                | 5-6                     | 2019       |
| Lao Lang (老狼)         | Artista Musical                       | 2                | 5-6                     | 2019       |
| Zhang Jike              | Jugador de Tenis de Mesa              | 2                | 4-5                     | 2019       |
| Xuan Liu                | Gimnasta Artística                    | 2                | 4-5                     | 2019       |
| Pan Shiyi               | Empresario                            | 2                | 4-5                     | 2019       |
| Wang Sao (王弢)         | -                                     | 2                | 4-5                     | 2019       |
| William Chan            | Cantante / Actor                      | 2                | 3-4                     | 2019       |
| Janine Chang            | Actriz                                | 2                | 3-4                     | 2019       |
| Zeng Yi                 | Cantante                              | 2                | 2-3                     | 2019       |
| Yangwei Linghua         | Cantante                              | 2                | 2-3                     | 2019       |
| Wang Taili              | Cantautor                             | 2                | 2-3                     | 2019       |
| Yang Xiao (肖央)        | Actor                                 | 2                | 2-3                     | 2019       |
| Huang Yali              | Cantante                              | 2                | 1-2                     | 2019       |
| Zhou Bichang            | Cantante                              | 2                | 1-2                     | 2019       |
| Ye Yiqian               | Cantante                              | 2                | 1-2                     | 2019       |
| Ji Dandi (纪丹迪)       | Cantante                              | 2                | 1-2                     | 2019       |
| Jerry Huang (黄舒骏)    | Compositor                            | 2                | 1-2                     | 2019       |
| Lu Siqing               | Violinista                            | 1                | 13                      | 2018       |
| Angelababy              | Actriz                                | 3                | 12-14                   | 2018       |
| Ni Ni                   | Actriz                                | 3                | 12-14                   | 2018       |
| Wang Xun                | Actor                                 | 4                | 11-14                   | 2018       |
| Yu Hewei                | Actor                                 | 3                | 11-13                   | 2018       |
| Huang Bo                | Actor                                 | 3                | 11-13                   | 2018       |
| Liu Chunyan             | Actriz                                | 2                | 10-11                   | 2018       |
| Zhao Chengyu (赵诚宇)   | Actor                                 | 2                | 10-11                   | 2018       |
| Chen Ziyou (陈子由)     | Actor                                 | 2                | 10-11                   | 2018       |
| An Yuexi                | Actriz                                | 2                | 10-11                   | 2018       |
| Julius Liu (刘维)       | Actor                                 | 2                | 10-11                   | 2018       |
| Mao Buyi                | Cantautor                             | 4                | 10-11; 5-6              | 2018, 2019 |
| Yu Wenwen (Kelly Yu)    | Cantante                              | 2                | 10-11                   | 2018       |
| Gui Gui                 | Cantante                              | 2                | 10-11                   | 2018       |
| Yi Sha (沙溢)           | Actor                                 | 2                | 9-10                    | 2018       |
| Shen Yue                | Actriz                                | 1                | 9                       | 2018       |
| Liu Guoliang            | Entrenador de Tenis de Mesa           | 2                | 8-9                     | 2018       |
| Han Tianyu              | Patinador de Velocidad en Pista Corta | 3                | 7-9                     | 2018       |
| Wu Dajing               | Patinador de Velocidad en Pista Corta | 3                | 7-9                     | 2018       |
| Tong Liya               | Actriz                                | 2                | 7-8                     | 2018       |
| Qi Wei (戚薇)           | Cantante                              | 3                | 6-8                     | 2018       |
| Zhao Baogang            | Director                              | 2                | 5-6                     | 2018       |
| Wang Luodan             | Actriz                                | 2                | 5-6                     | 2018       |
| Zhang Zifeng            | Actriz                                | 2                | 5-6                     | 2018       |
| Pan Yueming             | Actor                                 | 2                | 4-5                     | 2018       |
| Li Xiaoran              | Actriz                                | 2                | 4-5                     | 2018       |
| Zhang Shaogang (张绍刚) | Presentador                           | 2                | 3-4                     | 2018       |
| Chi Zi (池子)           | Actor                                 | 4                | 3-4; 5-6                | 2018, 2019 |
| Li Dan (李诞)           | Presentador                           | 2                | 3-4                     | 2018       |
| Zhang Jie               | Cantante                              | 2                | 2-3                     | 2018       |
| Jin Wenqi (金玟岐)      | Cantautora                            | 2                | 2-3                     | 2018       |
| Wang Yanhui             | Actor                                 | 2                | 1-2                     | 2018       |
| Xu Zheng                | Actor                                 | 2                | 1-2                     | 2018       |
| Wang Yuanhui (王渊慧)   | Actriz                                | 1                | 1                       | 2018       |
| Wang Yinuo              | Actriz                                | 1                | 1                       | 2018       |
| Xie Na                  | Presentadora                          | 3                | 12-14                   | 2017       |
| Zhao Liying             | Actriz                                | 2                | 13-14                   | 2017       |
| Sun Honglei             | Actor                                 | 1                | 13                      | 2017       |
| Bai Baihe               | Actriz                                | 2                | 11-12                   | 2017       |
| Yang Di (杨迪)          | Actor                                 | 2                | 10-11                   | 2017       |
| Wang Qian (王倩)        | Actriz                                | 2                | 10-11                   | 2017       |
| Li Bingbing             | Actriz                                | 2                | 9-10                    | 2017       |
| Quan Ren                | Actor                                 | 2                | 9-10                    | 2017       |
| Chen Duling             | Actriz                                | 2                | 8; 9                    | 2017, 2018 |
| Evonne Hsieh            | Actriz                                | 1                | 8                       | 2017       |
| Dong Zijian             | Actor                                 | 2                | 7-8                     | 2017       |
| Wowkie Zhang            | Cantante                              | 1                | 6                       | 2017       |
| Qing Wang (王晴)        | Actriz                                | 1                | 5                       | 2017       |
| Hai Qing                | Actriz                                | 1                | 5                       | 2017       |
| Yan Dong (杨冬)         | Actor                                 | 1                | 5                       | 2017       |
| Ly Giai (李解)          | Actor                                 | 1                | 5                       | 2017       |
| Yuan Xinyue             | Jugadora de Voleibol                  | 1                | 4                       | 2017       |
| Ding Xia                | Jugadora de Voleibol                  | 1                | 4                       | 2017       |
| Hui Ruoqi               | Jugadora de Voleibol                  | 1                | 4                       | 2017       |
| Wang Zhonglei           | Productor de Cine                     | 1                | 2                       | 2017       |
| Batu (巴图)             | Actor                                 | 2                | 1; 5-6                  | 2017, 2018 |
| Song Dandan (宋丹丹)    | Actriz                                | 2                | 1; 5-6                  | 2017, 2018 |

## Episodios
Hasta ahora el programa ha emitido 3 temporadas y 41 episodios: 
- La primera temporada fue emitida del 15 de enero del 2017 hasta el 16 de abril del mismo año y estuvo conformada por 14 episodios.[5]
- La segunda temporada fue transmitida del 20 de abril del 2018 al 13 de julio del 2018 y emitió 14 episodios todos los viernes.[6]
- La tercera temporada fue estrenada el 26 de abril del 2019 hasta el 26 de julio del mismo año y transmitió 13 episodios todos los miércoles y viernes.[7]
- La cuarta temporada fue estrenada el 8 de mayo de 2020 hasta el 24 de julio del mismo año y emitió 12 episodios todos los viernes.[8]
- Finalmente la quinta temporada se espera sea estrenada en 2021.

## Producción
El programa es dirigido por Gezhou Chen	y Zhengyu Wang, quienes cuentan con el apoyo de los directores asistentes Zhang Hangxi y Hong Yan.